# Злобин, Леонтий Степанович
Лео́нтий Степа́нович Зло́бин (1677, Вологодский уезд — неизвестно) — российский инженер, плотинный мастер. Известен как проектировщик и руководитель строительства плотин и фабрик нескольких горных заводов Урала, в том числе плотины Екатеринбургского завода.

## Биография
Родился около 1677 года в Вологодском уезде в крестьянской семье.
С начала XVIII века работал механиком и плотинным мастером на Невьянском, Нижнетагильском и Выйском заводах Демидовых. В 1722 году под руководством Злобина была построена плотина Нижнетагильского завода длиной 200 метров, высотой 8—10 метров. За проявленное мастерство Злобин получил должность приказчика Демидовых.
По вызову Г. В. де Геннина в 1723 году Злобин приехал из Невьянска в Екатеринбург, где руководил строительством плотины и фабрик, а также участвовал в планировке Екатеринбургского завода. Плотина строилась по проекту артиллерийского ученика Н. Г. Клюкина с апреля 1723 года. В команде Злобина были семь плотинных мастеров, включая И. Мелентьева с Уктусского завода, Ф. Плотникова и Д. Боярского, плотников и подмастерьев — всего около 60 человек. Запуск плотины в эксплуатацию состоялся 11 сентября 1723 года. За участие в строительстве Екатеринбургского завода приказом де Геннина Злобин был награждён специально изготовленным золотым перстнем.
К моменту постройки первой плотины на Исети за Леонтием Степановичем на Урале прочно закрепилась репутация опытного и непревзойдённого плотинного мастера. В июле 1724 года Н. Г. Клеопин, руководивший строительством будущего города и завода после отъезда де Геннина, просил его оставить Злобина в Екатеринбурге для надзора за работами даже за половину собственного жалованья. Позднее с аналогичной просьбой Клеопин обратился лично к А. Н. Демидову. 
В дальнейшем Злобин принимал участие в проектировании плотины Верх-Исетского завода, построенной в 1725 году, и выборе места под строительство Сылвинского завода, запущенного в 1738 году. Также его привлекали к проектированию и строительству плотин и фабрик казённых горных заводов Урала: Северского, Висимского, Юговского, Кушвинского и Уткинского. Помимо основных производственных сооружений Злобин строил пильные мельницы. В начале 1730-х годов он руководил строительством плотины Ревдинского завода.
В 1745 году Леонтий Степанович участвовал в перестройке аптеки горного ведомства в Екатеринбурге. С начала 1750-х годов служил приказчиком на Уткинском заводе, также занимался предпринимательством.
- Постройки с участием Л. С. Злобина
- Сохранившаяся кладка плотины Нижнетагильского завода
- Современная плотина городского пруда в Екатеринбурге
- Памятная табличка в переходе под плотиной в Екатеринбурге
- Современная плотина Северского завода
- Современная плотина Кушвинского завода
- Аптека горного ведомства в Екатеринбурге